# Elise Estrada
Elise Estrada (Marikina, 30 luglio 1987) è una cantante filippina naturalizzata canadese.

## Biografia
Nata nelle Filippine, Elise Estrada si è trasferita a Surrey, un sobborgo di Vancouver, all'età di 4 anni. Ha una sorella minore, Emmalyn Estrada, nota cantante e attrice.
Elise Estrada è salita alla ribalta nel suo paese d'origine nel 2006 con la partecipazione al talent show Pinoy Pop Superstar, dove è arrivata in finale. Tornata in Canada, l'anno successivo ha pubblicato il suo singolo di debutto Insatiable, che ha raggiunto la 44ª posizione della Billboard Canadian Hot 100. Nello stesso anno ha pubblicato Unlove You, il suo maggiore successo commerciale, che ha scalato la classifica canadese fino a raggiungere l'11º posto.
I due singoli sono contenuti nell'album di debutto eponimo della cantante, uscito nel 2008. Il disco le ha fruttato un Canadian Radio Music Award per il miglior artista R&B esordiente, nonché una candidatura ai Juno Awards 2009 per il miglior album R&B.
Nel 2009 è andato in onda su MuchMusic Love Court, il reality show presentato da Elise Estrada. L'episodio speciale di My Date With dedicato alla cantante, My Date with... Elise Estrada in Thailand, è stato trasmesso sempre su MuchMusic l'anno successivo.

## Discografia

### Album in studio
- 2008 – Elise Estrada
- 2010 – Here Kitty Kittee
- 2014 – Round 3

### EP
- 2004 – Elise Estrada

### Singoli
- 2007 – Insatiable
- 2007 – Ix Nay
- 2007 – Unlove You
- 2008 – These Three Words'
- 2008 – Crash & Burn
- 2008 – A Christmas Wish
- 2009 – Poison
- 2009 – One Last Time
- 2010 – You're So Hollywood
- 2010 – Lipstick
- 2012 – Piece of Me
- 2012 – Wonder Woman
- 2013 – U Don't Need 2 Know
- 2013 – All It Takes Is a Moment
- 2014 – Over & Out
- 2016 – Die for You (feat. Celeb)